# پتوی لجن با جریان بالارونده
پتوی لجن با جریان بالارونده یا UASB(به انگلیسی: Upflow anaerobic sludge blanket digestion) فرایند USBF از یک فیلتر بستر لجن با جریان رو به بالا که به صورت خاصی طراحی و ابداع شده است بهره می‌گیرد.

## عملکرد سیستم
راکتور این فرایند به گونه‌ای طراحی شده که به شکل ذوزنقه‌ای بوده و جریان مایع مخلوط از کف آن وارد شده و این ورودی به تدریج در جهت جریان رو به بالا وسیع و بزرگتر می‌شود، سرعت جریان هیدرولیک بسیار کاهش می‌یابد و به راحتی امکان ته‌نشینی ذرات لخته شده در بستر لجن فراهم می‌گردد.

## طراحی
در این فرایند، ته‌نشینی و هضم در یک یا چند مخزن بزرگ رخ می‌دهد. سطح فوقانی این سیستم به گونه‌ای طراحی می‌شود که بار سطحی بستر لجن برای متوسط جریان روزانه فاضلاب حدود ۶ تا ۱۰ متر مکعب به ازاء هر متر مربع در روز باشد. فیلتر بستر لجن دارای یک قیف خاص می‌باشد که امکان تخلیه لجن از کف آن را فراهم می‌نماید. همچنین طراحی برداشت لجن از کف فیلتر بستر لجن به گونه‌ای است که گردش جریان داخلی بین واحد هوازی و واحد انوکسیک امکان‌پذیر می‌باشد. خروجی سیستم که بار اکسیژن خواهی بیوشیمیایی در آن کاهش یافته است به طور معمول نیاز به تصفیه بیشتر داشته که بسته به استاندارد خروجی مورد نظر از سیستم‌هایی جون تصفیه لجن فعال بعد از پتوی لجن با جریان بالارونده استفاده می‌گردد.